# Louis Ier de Brzeg
Pour les articles homonymes, voir Louis Ier.
Louis Ier de Brzeg dit le Beau, le Sage ou le Droit (en polonais: Ludwik I Sprawiedliwy ou Roztropny ou Prawy ou Brzeski), né vers 1313/1321 et mort entre le 6/23 décembre 1398) est un duc de Legnica, issu de la dynastie des Piasts. 

## Éléments de biographie
Louis Ier est duc de Legnica avec son frère Venceslas Ier de 1342-1345 et (seul) de 1345 à 1346, et duc de Brzeg de 1358 à 1398. Il fut aussi régent de Legnica de 1364-1373. Il était le deuxième fils de Boleslas III le Prodigue, duc de Legnica-Brzeg et de sa première femme, Marguerite de Bohême.

## Mariage et descendance
Le 18 novembre 1341/1345, Louis épouse Agnès de Żagań (v. 1321 – 7 juillet 1362), fille d'Henri IV de Głogów-Żagań et veuve de Lech de Racibórz. Ils eurent six enfants:
- Marguerite de Brzeg (v. 1342/1343 – 26 février 1386), mariée vers le 19 juillet 1353 à Albert Ier, duc de Bavière
- Henri VII dit le Balafré.
- Catherine (v. 1344/1346 – 4 mai 1405), abbesse de Trzebnica en 1372.
- Hedwige (1346–1385), mariée vers 1366 au duc Jean II d'Oświęcim
- Venceslas (né vers 1344/1351 – mort après 15 septembre 1358)
- une fille (née vers juillet 1351, morte jeune).

## Sources
- (de) Europäische Stammtafeln Vittorio Klostermann, Gmbh, Francfort-sur-le-Main, 2004  (ISBN 3465032926),  Die Herzoge von Schlesien, in Liegnitz 1352-1596 und in Brieg 1532-1586 des Stammes der Piasten  Volume III Tafel 10.
- (en) & (de) Peter Truhart, Regents of Nations, K. G Saur Münich, 1984-1988  (ISBN 359810491X), Art. « Liegnitz (pol. Legnica) » p. 2.451 & « Brieg (pol. Brzeg) » p. 2.448.